# Marmaris
Marmaris – miasto portowe i kurort w Turcji położone w części Egejskiej Turcji nad Morzem Egejskim.

## Historia
Miasto najprawdopodobniej zostało założone w VI w. p.n.e. pod nazwą Physkos jako część krainy Karia.

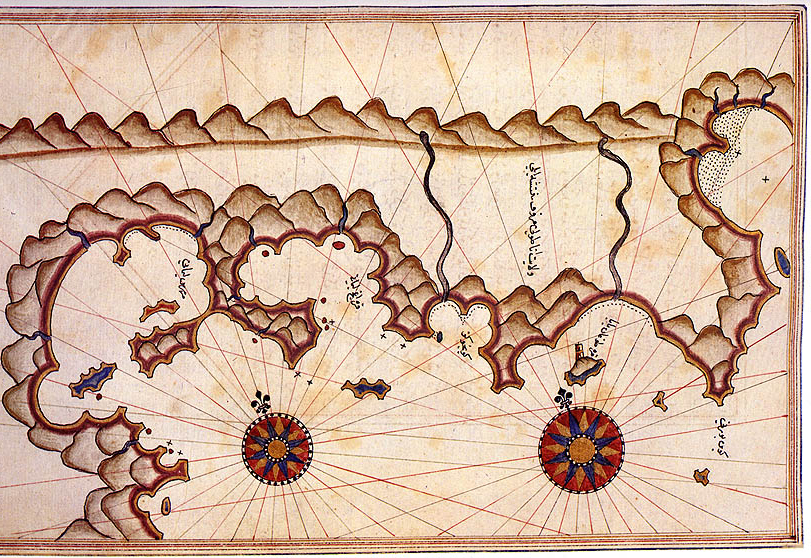
Historyczna mapa Marmaris autorstwa Piriego Reisa.

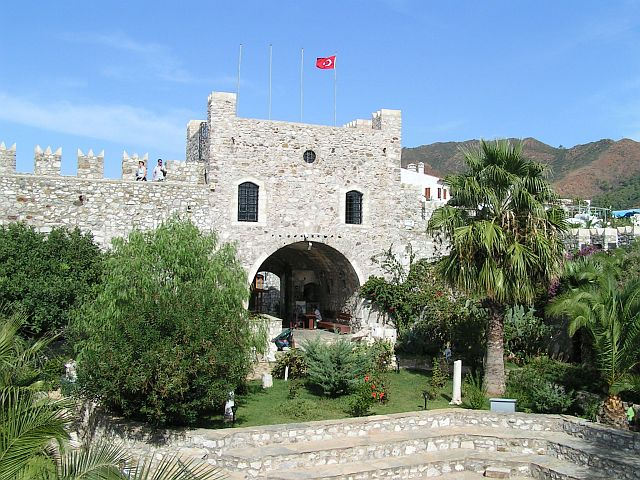
Zamek w Marmaris

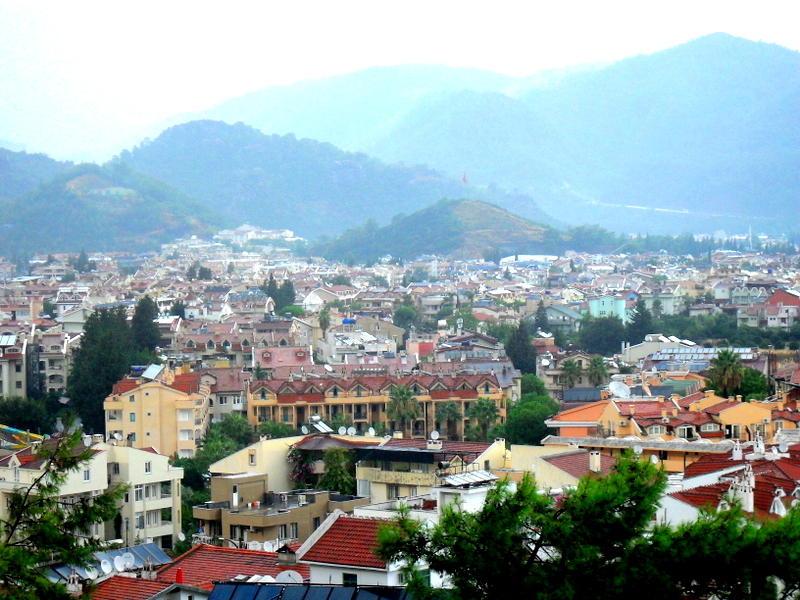
Panorama miasta

## Zabytki
Głównym zabytkiem Marmaris jest zamek zbudowany przez Jonów w 1044 r. p.n.e., później odnowiony w czasach Aleksandra Macedońskiego i rozbudowany przez sułtana Sulejmana Wspaniałego w roku 1522 podczas walk o grecką wyspę Rodos, któremu zamek służył jako baza wojskowa. Podczas I wojny światowej zamek został zniszczony przez flotę francuską. Do lat 70. XX w. był zamieszkały. Na terenie zamku znajduje się 18 domów, fontanna i łuk. W latach 1980–1990 zamek został odrestaurowany i od 1991 służy jako muzeum. Obecnie we wnętrzach zamku znajdują się sala archeologiczna i etnograficzna oraz galerie sztuki.

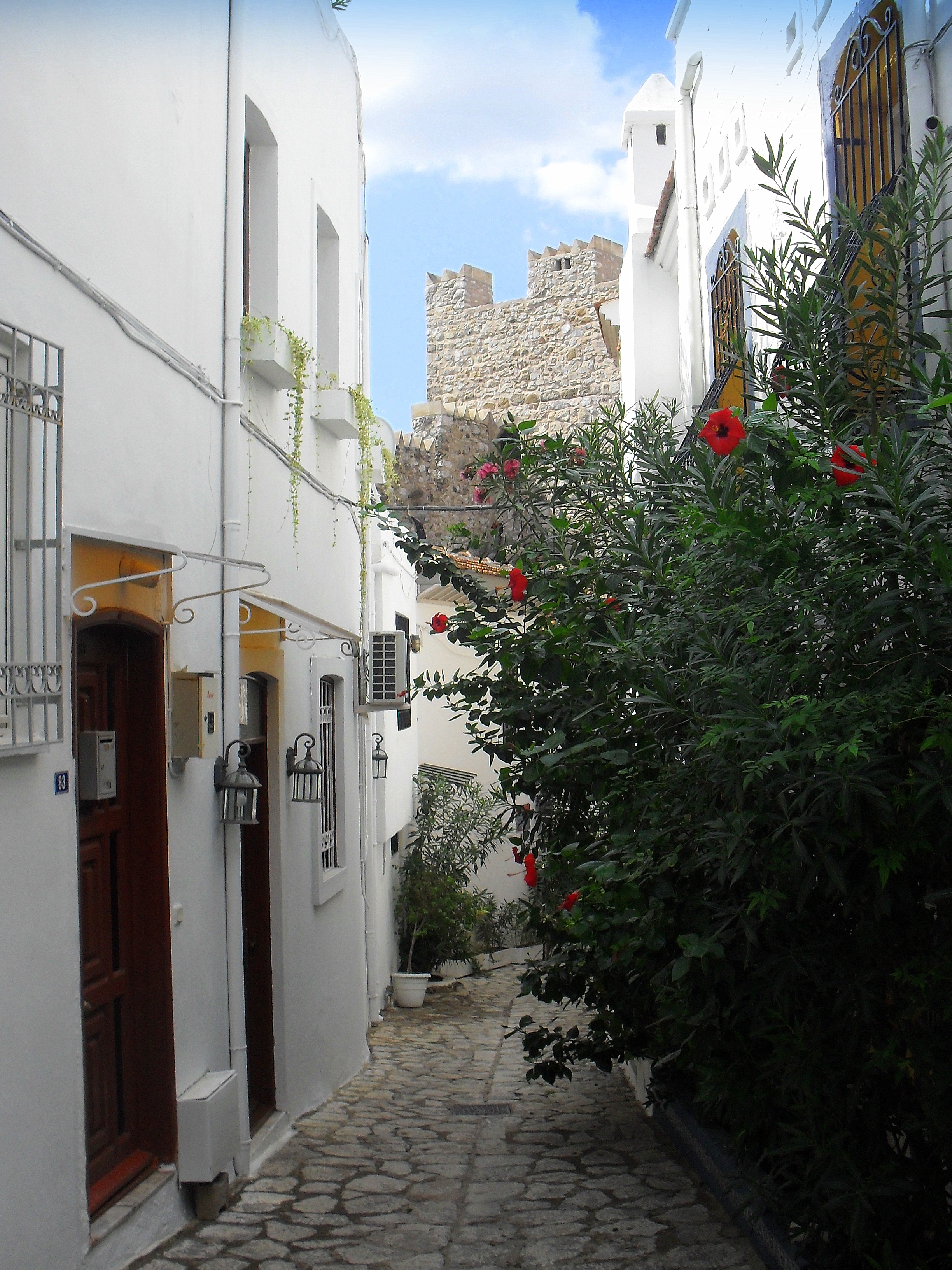
Stare Miasto

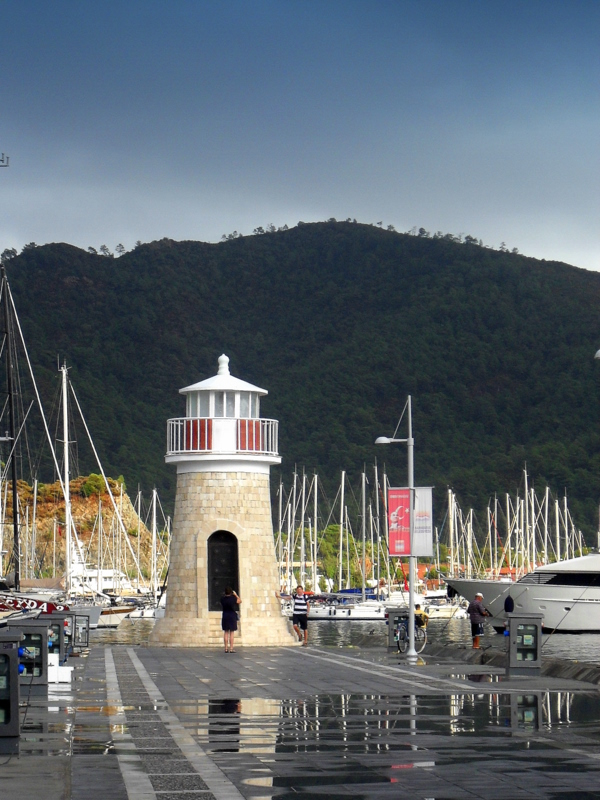
Latarnia w porcie jachtowym

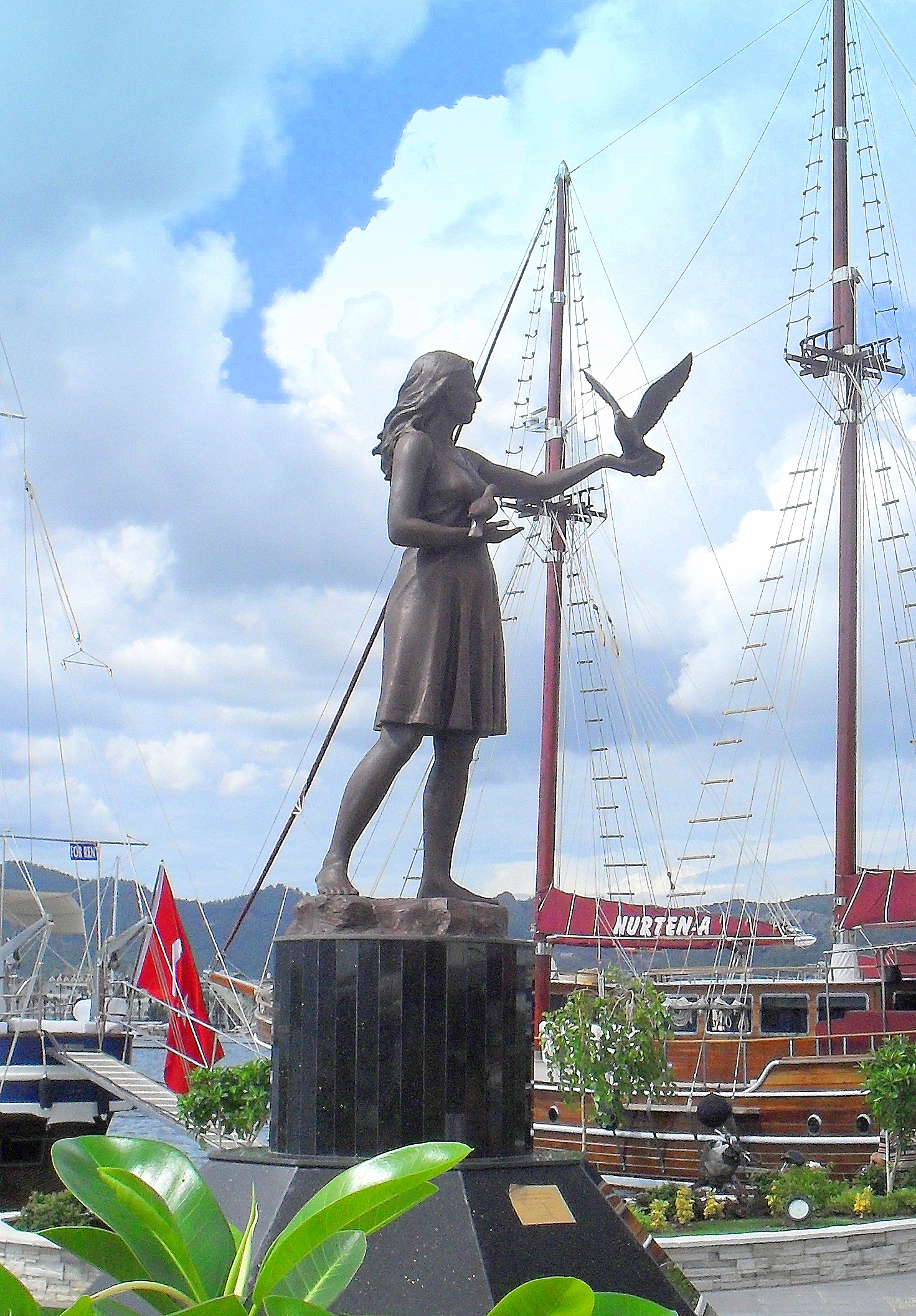
Pomnik dziewczyny

## Turystyka
Miejscowość, odwiedzana głównie przez Rosjan i Brytyjczyków (ostatnio również przez Polaków i Holendrów), słynie z najstarszej w miasteczku „ulicy barów”, na której w jednym miejscu znajduje się większość dyskotek w mieście. W okresie letnim brukowane uliczki starówki przepełnione są turystami. W ścisłym centrum miasteczka znajduje się dzielnica handlowa, a wzdłuż biegnącej obok plaży promenady położone są liczne bary i dyskoteki.
Promenadą wzdłuż plaży można dojść do miejscowości İçmeler, sypialni Marmaris. W niewielkiej odległości od Marmaris znajduje się grecka wyspa Rodos, dokąd łatwo się dostać jednym z promów, które codziennie odpływają z portu.

## Miasta partnerskie
- Gujrat, Pakistan
- Monako
- Lezha, Albania
- Kloulklubed, Palau
- Liège, Belgia
- Sri Dźajawardanapura Kotte, Sri Lanka
- Dzierżyński, Rosja[3]
- L’Aquila, Włochy
- Hasrun, Liban
- Włocławek, Polska